# Mohammad Nassiri
Mohammad Nassiri Seresht (persiska: محمد نصیری سرشت), född 1 oktober 1945 i Teheran i Iran är en iransk före detta tyngdlyftare. Han vann en guldmedalj vid olympiska sommarspelen 1968, en silvermedalj vid olympiska sommarspelen 1972 och en bronsmedalj vid olympiska sommarspelen 1976. Nassiri tog fem VM-guld och satte 18 världsrekord mellan 1966 och 1973, varav 15 var officiella. Han valdes 1995 in i tyngdlyftningens Hall of Fame.
Nassiri deltog i sin första stora internationella tävling vid olympiska sommarspelen 1964 i Tokyo där han slutade på en femtondeplats. 1966 tog han en bronsmedalj vid VM i Östberlin och 1968 tävlade han i 56 kilosklassen vid OS. Han låg 10 kilo efter Imre Földi efter press och ryck när han i stöten lyfte 150 kg, 9 kilo mer än hans tidigare världsrekord. De två slutade på samma totalvikt och Nassiri vann guldet då han vägde mindre än Földi. Rekordet slogs inte förrän vid olympiska sommarspelen 1980.
Vid olympiska sommarspelen 1972 tog Nassiri en silvermedalj i samma viktklass, denna gång slagen med 7,5 kg av Földi. Året därefter tog han guld vid världsmästerskapen i Havanna, denna gång i 52 kilosklassen. 1974 tog han guld vid både VM i Manila och Asiatiska spelen i Teheran. Han avslutade karriären med en bronsmedalj i 52 kilosklassen vid olympiska sommarspelen 1976.